# Typhlodromus rickeri
Typhlodromus rickeri är en spindeldjursart som beskrevs av Chant 1960. Typhlodromus rickeri ingår i släktet Typhlodromus och familjen Phytoseiidae. Inga underarter finns listade i Catalogue of Life.